# Serjania inflata
Serjania inflata är en kinesträdsväxtart som beskrevs av Poepp. & Endl.. Serjania inflata ingår i släktet Serjania och familjen kinesträdsväxter. Inga underarter finns listade i Catalogue of Life.